# Saíra-esmeralda
A saíra-esmeralda (Tangara florida) é uma espécie de ave da família Thraupidae. Ocorre na Colômbia, Costa Rica, Equador e Panamá. Descrita pelos ornitólogos ingleses Philip Sclater e Osbert Salvin em 1869, é uma espécie de tamanho médio, com comprimento de 10,6 a 13 cm e massa de 18 a 20,5 g. É reconhecida por sua plumagem verde brilhante, com estrias pretas no dorso e nas asas, além de uma mancha auricular preta e bico preto. Apresenta amarelo no píleo e na garupa. A espécie exibe leve dimorfismo sexual, com as fêmeas sendo mais opacas e apresentando verde-amarelado na cabeça em vez de amarelo.
A saíra-esmeralda habita principalmente florestas úmidas de terras baixas, florestas montanas perenifólias e florestas secundárias a altitudes de 500 a 900 m, mas pode ser encontrada entre 100 e 1.200 m. É onívora, alimentando-se predominantemente de frutos, flores e gomos florais, complementando sua dieta com artrópodes. Reproduz-se de março a maio na Costa Rica e de janeiro a abril na Colômbia. Constrói ninhos em forma de taça com musgo, onde deposita ninhadas de dois ovos.
Está classificada como espécie pouco preocupante pela União Internacional para a Conservação da Natureza (IUCN) na Lista Vermelha da IUCN, devido à sua área de distribuição suficientemente ampla e à ausência de declínio populacional significativo, mas é ameaçada pela destruição de habitat.

## Taxonomia e sistemática

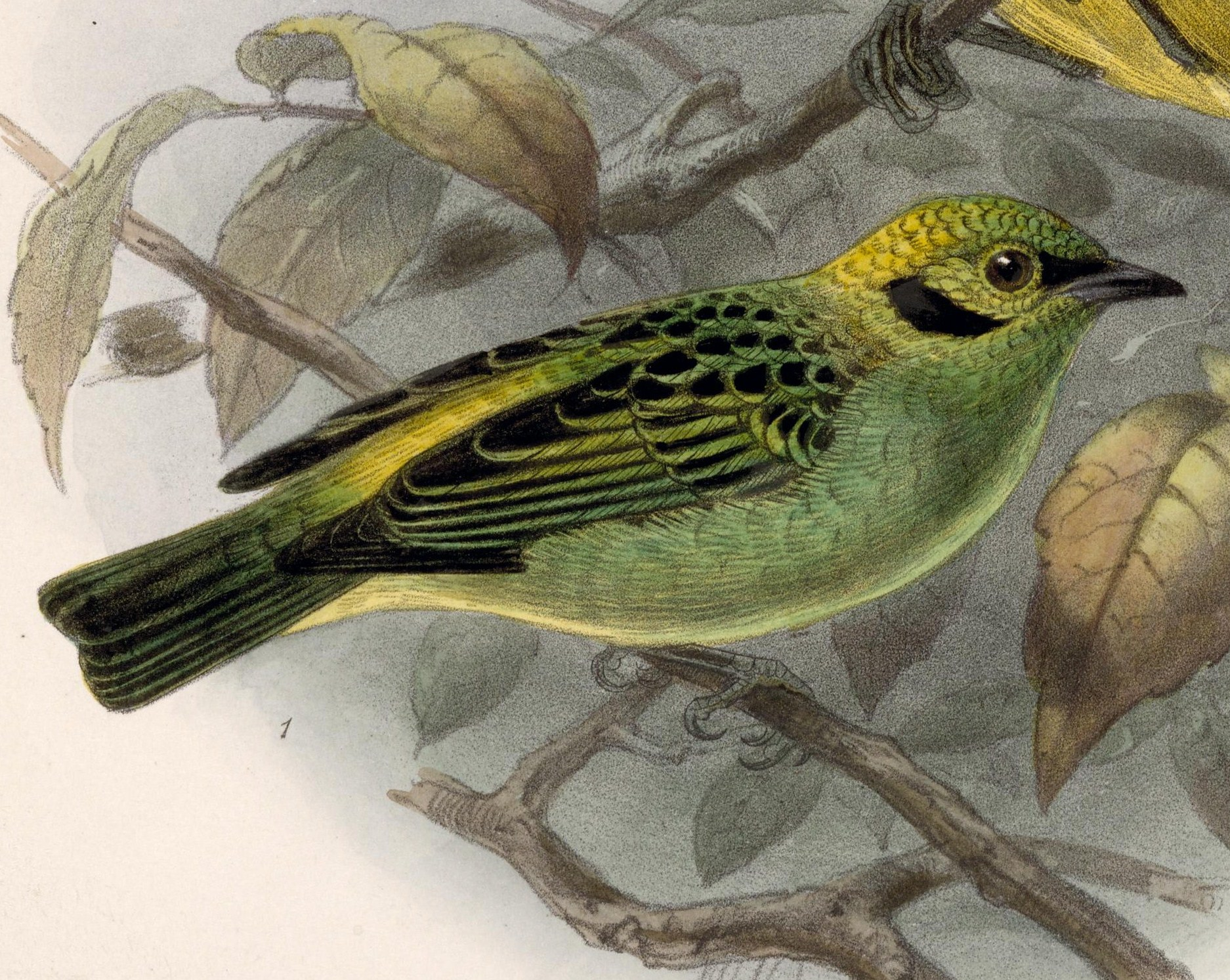
Ilustração por John Gerrard Keulemans.

A saíra-esmeralda foi descrita como Calliste florida pelos ornitólogos ingleses Philip Sclater e Osbert Salvin em 1869, com base em um espécime fêmea coletado na Costa Rica por Julian Carmiol. O nome do gênero, Tangara, deriva da palavra tupi tangara, que significa "dançarino". O nome específico florida refere-se à região da Flórida. O nome em inglês, Emerald tanager, é o nome comum oficial designado pela International Ornithologists' Union (IOU).
A saíra-esmeralda é uma das 27 espécies do gênero Tangara, um gênero neotropical de aves. Segundo um estudo de 2004 sobre DNA mitocondrial por Kevin Burns e Kazuya Naoki, pertence a um grupo de espécies que inclui a saíra-de-bigode-azul [en], a saíra-ouro, a saíra-dourada [en], a saíra-de-papo-prateado, a  saíra-de-cabeça-dourada, a saíra-de-orelha-dourada [en] e a  saíra-cara-de-fogo. Dentre essas, é mais próxima da saíra-de-papo-prateado. O seguinte cladograma mostra as relações filogenéticas dentro do grupo de espécies com base no estudo citado:
|  | Saíra-de-bigode-azul [en] (Tangara johannae)                                                               |
|  | |
|  | \| \| Saíra-ouro (Tangara schrankii) \| \| \| \| \| \| Saíra-cara-de-fogo (Tangara parzudakii) \| \| \| \| |
|  | |
|  | Saíra-ouro (Tangara schrankii)                                                                             |
|  | |
|  | Saíra-cara-de-fogo (Tangara parzudakii)                                                                    |
|  | |

|  | Saíra-ouro (Tangara schrankii)          |
|  |                                         |
|  | Saíra-cara-de-fogo (Tangara parzudakii) |
|  |                                         |

|  | Saíra-de-papo-prateado (Tangara icterocephala) |
|  |                                                |
|  | Saíra-esmeralda (Tangara florida)              |
|  |                                                |

|  | Saíra-dourada [en] (Tangara arthus) |
|  |                                     |

|  | Saíra-de-papo-prateado (Tangara icterocephala) |
|  |                                                |
|  | Saíra-esmeralda (Tangara florida)              |
|  |                                                |

|  | Saíra-dourada [en] (Tangara arthus) |
|  |                                     |

|  | Saíra-de-bigode-azul [en] (Tangara johannae)                                                               |
|  | |
|  | \| \| Saíra-ouro (Tangara schrankii) \| \| \| \| \| \| Saíra-cara-de-fogo (Tangara parzudakii) \| \| \| \| |
|  | |
|  | Saíra-ouro (Tangara schrankii)                                                                             |
|  | |
|  | Saíra-cara-de-fogo (Tangara parzudakii)                                                                    |
|  | |

|  | Saíra-ouro (Tangara schrankii)          |
|  |                                         |
|  | Saíra-cara-de-fogo (Tangara parzudakii) |
|  |                                         |

|  | Saíra-de-papo-prateado (Tangara icterocephala) |
|  |                                                |
|  | Saíra-esmeralda (Tangara florida)              |
|  |                                                |

|  | Saíra-dourada [en] (Tangara arthus) |
|  |                                     |

|  | Saíra-de-papo-prateado (Tangara icterocephala) |
|  |                                                |
|  | Saíra-esmeralda (Tangara florida)              |
|  |                                                |

|  | Saíra-dourada [en] (Tangara arthus) |
|  |                                     |

|  | Saíra-de-bigode-azul [en] (Tangara johannae)                                                               |
|  | |
|  | \| \| Saíra-ouro (Tangara schrankii) \| \| \| \| \| \| Saíra-cara-de-fogo (Tangara parzudakii) \| \| \| \| |
|  | |
|  | Saíra-ouro (Tangara schrankii)                                                                             |
|  | |
|  | Saíra-cara-de-fogo (Tangara parzudakii)                                                                    |
|  | |

|  | Saíra-ouro (Tangara schrankii)          |
|  |                                         |
|  | Saíra-cara-de-fogo (Tangara parzudakii) |
|  |                                         |

|  | Saíra-de-papo-prateado (Tangara icterocephala) |
|  |                                                |
|  | Saíra-esmeralda (Tangara florida)              |
|  |                                                |

|  | Saíra-dourada [en] (Tangara arthus) |
|  |                                     |

|  | Saíra-de-papo-prateado (Tangara icterocephala) |
|  |                                                |
|  | Saíra-esmeralda (Tangara florida)              |
|  |                                                |

|  | Saíra-dourada [en] (Tangara arthus) |
|  |                                     |

|  | Saíra-de-bigode-azul [en] (Tangara johannae)                                                               |
|  | |
|  | \| \| Saíra-ouro (Tangara schrankii) \| \| \| \| \| \| Saíra-cara-de-fogo (Tangara parzudakii) \| \| \| \| |
|  | |
|  | Saíra-ouro (Tangara schrankii)                                                                             |
|  | |
|  | Saíra-cara-de-fogo (Tangara parzudakii)                                                                    |
|  | |

|  | Saíra-ouro (Tangara schrankii)          |
|  |                                         |
|  | Saíra-cara-de-fogo (Tangara parzudakii) |
|  |                                         |

|  | Saíra-de-papo-prateado (Tangara icterocephala) |
|  |                                                |
|  | Saíra-esmeralda (Tangara florida)              |
|  |                                                |

|  | Saíra-dourada [en] (Tangara arthus) |
|  |                                     |

|  | Saíra-de-papo-prateado (Tangara icterocephala) |
|  |                                                |
|  | Saíra-esmeralda (Tangara florida)              |
|  |                                                |

|  | Saíra-dourada [en] (Tangara arthus) |
|  |                                     |

A saíra-esmeralda é reconhecida como monotípica pela IOU. No entanto, algumas autoridades reconhecem as populações do leste do Panamá à Colômbia e noroeste do Equador como uma subespécie distinta, T. f. auriceps.

## Descrição
A saíra-esmeralda é uma ave de tamanho médio, com comprimento de 10,6 a 13 cm e massa de 18 a 20,5 g. Ambos os sexos são semelhantes, mas a espécie apresenta leve dimorfismo sexual, com as fêmeas sendo mais opacas e exibindo verde-amarelado na cabeça em vez de amarelo. Pode ser confundida com o tangará-verde-brilhante, mas é distinguida por sua plumagem menos intensa. Também é semelhante à saíra-de-bigode-azul, mas pode ser diferenciada pela face e garganta pretas e bochechas turquesa desta última.
Os machos adultos são predominantemente verdes claros e brilhantes, com estrias pretas nas partes superiores. A área do loro, a base do bico e o queixo, assim como a mancha auricular, são pretos. O centro e a parte posterior do píleo são amarelo-escuros, enquanto o restante do píleo, a região ao redor do olho e a faixa na nuca são verde-amarelados. A parte superior do dorso é preta, enquanto a parte inferior do dorso, a garupa e as coberteiras das asas superiores da cauda são amarelo-escuras. As asas são pretas e verdes. As partes inferiores são majoritariamente verde-claras, enquanto o centro do ventre e as coberturas inferiores da cauda são amarelo-claras. A íris é marrom, o bico é preto e os pés são cinza-azulados. Os imaturos assemelham-se às fêmeas adultas, enquanto os filhotes são muito mais opacos. Os machos filhotes adquirem plumagem semelhante à das fêmeas adultas após a primeira muda, alcançando a plumagem de macho adulto após uma segunda muda, que ocorre após a primeira temporada de reprodução.

### Vocalizações
A saíra-esmeralda emite um chip ou tsip agudo, que pode ser repetido e ocasionalmente acelera em um chilreio rápido. Seu canto é uma série de notas altas cheet ou chiip.

## Distribuição e habitat
A saíra-esmeralda é encontrada do sul da Costa Rica ao norte do Equador, passando por Panamá e Colômbia. Também pode ocorrer no extremo sul da Nicarágua. Há duas populações disjuntas, separadas por uma área entre o Panamá e o rio San Juan. Em sua área de distribuição, é mais comum a altitudes de 500 a 900 m, mas pode ser encontrada até 1.200 m no Equador e tão baixo quanto 100 m na Colômbia. A altitude média habitada é mais alta no norte da distribuição e mais baixa no sul.
Habita florestas úmidas de terras baixas, florestas montanas perenifólias e florestas secundárias. Geralmente é encontrada no dossel e raramente desce ao solo florestal. Também foi observada em árvores ou arbustos frutíferos isolados próximos a florestas. Prefere habitats florestados a áreas semiabertas.

## Comportamento e ecologia
A espécie tem um tempo de geração de 3,26 anos.

### Alimentação
A saíra-esmeralda é onívora. Alimenta-se principalmente de frutos, complementando a dieta com artrópodes, flores e gomos florais. Na Costa Rica, os artrópodes compõem uma proporção maior da dieta durante a temporada de reprodução. Os frutos mais comumente consumidos incluem os dos gêneros Miconia, Coussapoa [en], Cecropia, Ficus, Ilex, Tetrochidium e Topobea.
Forrageia sozinha, em pares ou em pequenos bandos de 3 a 7 indivíduos, dentro de bandos mistos maiores, que incluem outras espécies de Tangara, além de aves do gênero Cyanerpes [en]. É ativa, movendo-se às vezes com excitação durante o forrageamento. Os frutos são geralmente coletados diretamente, enquanto os insetos são forrageados principalmente em musgos na copa das árvores, com o musgo ocasionalmente sendo rasgado durante a alimentação para capturar presas. Também foi observada alimentando-se em um enxame de formigas de correição.

### Reprodução
A saíra-esmeralda tem temporadas de reprodução variadas em diferentes áreas, reproduzindo-se de março a maio na Costa Rica e de janeiro a abril na Colômbia. Os ninhos são construídos acima do solo, em galhos cobertos de musgo, a alturas de 1,5 a 12 m. São em forma de taça e feitos de musgo. Os ovos são depositados em ninhadas de dois. Casais reprodutores foram observados carregando insetos e frutos para os ninhos.

## Estado de conservação
A saíra-esmeralda está classificada como espécie pouco preocupante pela União Internacional para a Conservação da Natureza (IUCN) na Lista Vermelha da IUCN, devido à sua área de distribuição suficientemente ampla e à ausência de declínio populacional significativo. No entanto, sua população, estimada entre 40.000 e 499.999 aves maduras, está atualmente em declínio. A espécie é ameaçada pela destruição de habitat e já sofre localmente devido ao desmatamento. A destruição de habitat é um problema especialmente grave em áreas com mudanças abruptas de altitude, pois pode levar ao isolamento de populações e à redução da diversidade genética (a variedade nas características genéticas de uma população).